# Les Puzzoletti
 (avril 2025).
Motif : Absence de sources
- Archive Wikiwix
- Bing
- Cairn
- DuckDuckGo
- E. Universalis
- Gallica
- Google
- G. Books
- G. News
- G. Scholar
- Persée
- Qwant
- (zh) Baidu
- (ru) Yandex
- (wd) trouver des œuvres sur Wikidata

| 1. | Préciser le motif de la pose du bandeau. | Précisez le motif de la pose du bandeau en utilisant la syntaxe suivante : {{admissibilité à vérifier\|date=juillet 2025\|motif=remplacez ce texte par le motif}}                   |
| 2. | Informer les utilisateurs concernés.     | Pensez à avertir le créateur de l'article, par exemple, en insérant le code ci-dessous sur sa page de discussion : {{subst:avertissement admissibilité à vérifier\|Les Puzzoletti}} |

Les Puzzoletti est une série de bande dessinée franco-belge créée en 1987 par Carine De Brab et Yvan Delporte dans le no 2591 du journal Spirou.

## Univers

### Synopsis
Au cours de leur visite à pied de l'Italie, l'irascible Rollon et son amie Fadièse font halte dans un bois près d'un petit village. Ils ignorent qu'ils ont planté leur tente sur l'une des entrées de la demeure d'êtres mi-hommes mi-animaux, les Puzzoletti (petits putois dans la langue locale, même s'ils ressemblent plus à des blaireaux). Dans la nuit, un Puzzoletto hystérique en jaillit et les réveille en sursaut, avant de s'enfuir, poursuivi par ses semblables.
Les deux amis vont ainsi découvrir ces créatures souterraines, d'origine humaine, mais dont la vie semble obéir à des lois plus magiques que naturelles.

## Publication
Cette série fut initialement publiée dans les numéros 2591 à 2598 du Journal de Spirou en 1987. L'année suivante, un épisode intitulé "Le monstre de Bornéo" fut également publié dans les numéros 2645 à 2655. Il n'y a pas eu d'albums.